# Zabudowa zwarta
Zabudowa zwarta (także: zabudowa obrzeżna) – rodzaj zabudowy bloku budowlanego lub działki, która wypełnia cały ich front, bez pozostawiania przerw.
Wjazdy na podwórza lub place na tyłach wykonane są w parterach poszczególnych budynków (np. bramy). Wysokość zabudowy zwartej regulują przepisy prawa budowlanego, przy czym najczęstszym warunkiem jest wyrównanie wysokości ścian od frontu, a także i z tyłu. Zabudowa zwarta uzależniona jest od kształtu działki lub bloku budowlanego i może mieć linię prostą lub zakrzywioną. Z punktu widzenia ekonomiki wykorzystania powierzchni zabudowa zwarta jest korzystna ze względu na maksymalne wyzyskanie terenu, ale charakteryzuje się mniejszą zdrowotnością i brakiem przewiewności.
Zabudowa półzwarta różni się od zwartej dopuszczeniem przerw w zabudowie na wysokość całych budynków, co poprawia przewiewność. Zabudowa luźna charakteryzuje się wolno stojącymi budynkami różnej wielkości i przeznaczenia, ustawionymi w odległościach dopuszczanych przez prawo budowlane. W stosunku do ulic okalających kwartały zabudowy budynki mogą stać szczytami, kalenicami lub ukośnie.
Odmienna definicja zabudowy zwartej zawarta jest w ustawie o ochronie gruntów rolnych i leśnych z 3.02.1995 r. (art 4. punkt 29). W tej ustawie za zabudowę zwartą uważa się zgrupowanie nie mniej niż pięciu budynków, z wyjątkiem budynków o funkcji wyłącznie gospodarczej, pomiędzy którymi największa odległość sąsiadujących ze sobą budynków nie przekracza stu metrów.